# Эшлиман, Александр Карлович
Александр Карлович Эшлиман (1839—1899) — российский учёный-механик швейцарского происхождения.

## Биография
Гражданин Швейцарии Александр Карлович Эшлиман родился в Крыму, в имении генерала А. П. Ермолова близ Ялты. Впоследствии принял российское подданство.
Окончил в 1858 году Симферопольскую гимназию с золотой медалью, затем — физико-математический факультет Петербургского университета (1863). Для изучения практической механики в сентябре 1863 года продолжил обучение в Петербургском практическом технологическом институте, по окончании которого в 1865 году был удостоен звания технолога 1-го разряда. Для усовершенствования избранной специальности его командировали в Западную Европу и Северную Америку; он работал на заводах, слушал лекции в политехнических школах (в том числе — в Цюрихском политехникуме).
По возвращении был определён ассистентом, а с июня 1868 года приват-доцентом в Петровской земледельческой и лесной академии, где читал курс практической механики.
В 1868 году А. К. Эшлиман вместе с инженером А. Аггеевым получил привилегию на применение пульверизированного жидкого топлива для пудлинговой печи.
Педагогический совет Императорского Московского технического училища 14 июня 1869 года избрал его доцентом кафедры составления проектов и смет с предложением читать лекции по технологии металлов и дерева. В июне 1871 года А. К. Эшлиман защитил диссертацию «Теория центробежного насоса» и получил звание профессора училища; читал почти все курсы по машиностроению: детали машин, грузоподъёмные машины, воздуходувки, прессы, земледельческая механика, водяные двигатели, котлы и паровые машины.

Костромское среднее механико-техническое училище им. Ф. В. Чижова.
1910-е. Фото Д. И. Пряничникова

Неоднократно откомандировывался на Всемирные выставки: в Вену, в 1876 году — в Филадельфию, в 1878 году — в Париж. В 1882 году был распорядителем машинного отдела Всероссийской промышленной выставки в Москве. В этом же году был избран председателем Московского общества распространения технических знаний.
В 1887—1888 годах исполнял обязанности директора Московского технического училища. В 1892 году были изданы его лекции: Построение машин. Водяные двигатели. — 46 с., 8 л. черт.
22 мая 1893 года А. К. Эшлиман был утверждён директором Костромских промышленных училищ имени Ф. В. Чижова и оставался в этой должности пять лет.
Им были написаны «Воспоминания о покойном Федоре Евпловиче Орлове», «О движении пароходов силою реакции»; в 1885—1886 гг. был издан литографированный курс лекций по земледельческой механике.
В 1897 году он получил серебряную медаль в память царствования Александра III для ношения на груди на ленте ордена Св. Александра Невского. Был кавалером орденов Св. Владимира 3-й и 4-й степени, Св. Анны 2-й степени, Св. Станислава 1-й и 2-й степени.
Скончался от инсульта 24 июля (5 августа) 1899 года в Ялте.